# Episynlestes cristatus
Episynlestes cristatus är en trollsländeart som beskrevs av Watson och Maxwell S. Moulds 1977. Episynlestes cristatus ingår i släktet Episynlestes och familjen Synlestidae. Inga underarter finns listade i Catalogue of Life.